# Wyatt's rebellion

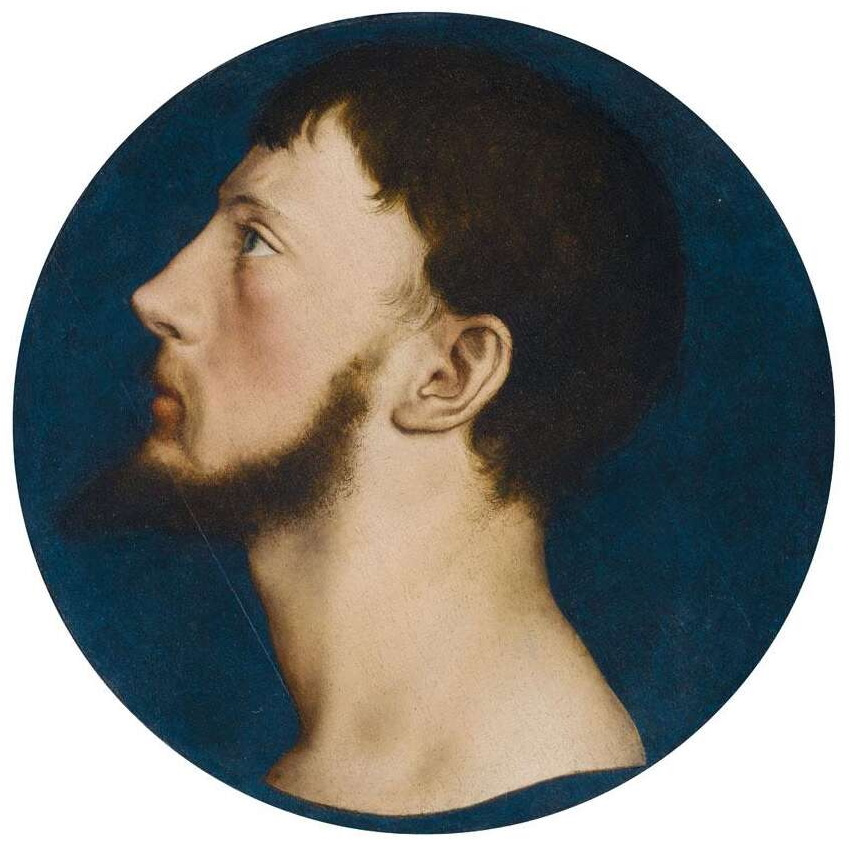
Porträtt av Thomas Wyatt d.y. från ca 1540.

Wyatt's rebellion var ett uppror som ägde rum i England i januari 1554. Upproret leddes av Thomas Wyatt den yngre. Det utlöstes av Maria I av Englands planerade giftermål med Filip II av Spanien, och fruktan för en motreformation, och planen var att störta Maria och ersätta henne med Elisabet I av England. Upproret misslyckades och resulterade i flera avrättningar.